# Élections législatives de 1993 dans la Vienne
Les élections législatives françaises de 1993 se déroulent les 21 et 28 mars 1993. Dans le département de la Vienne, quatre députés sont à élire dans le cadre de quatre circonscriptions.

## Élus
| Circonscription                                 | Député sortant                          | Parti | Parti | Député élu ou réélu | Parti | Parti     |
| ----------------------------------------------- | --------------------------------------- | ----- | ----- | ------------------- | ----- | --------- |
| 1re                                             | Jacques Santrot                         |       | PS    | Éric Duboc          |       | UDF (PR)  |
| 2e                                              | Jean-Yves Chamard                       |       | RPR   | Jean-Yves Chamard   |       | RPR       |
| 3e                                              | Arnaud Lepercq                          |       | RPR   | Arnaud Lepercq      |       | RPR       |
| 4e                                              | Guy Monjalon suppléant d'Édith Cresson* |       | PS    | Jean-Pierre Abelin  |       | UDF (CDS) |
| * député sortant ne se représentant pas en 1993 |                                         |       |       |                     |       |           |

## Positionnement des partis
Les candidats d'alliance RPR-UDF et divers droite se présentent sous la bannière de l'Union pour la France et ceux du Parti socialiste derrière l'Alliance des Français pour le Progrès. Par ailleurs, Les Verts et Génération écologie s'unissent sous l'étiquette Entente des écologistes.

## Résultats

### Résultats à l'échelle du département
| Parti          | Parti                                 | Premier tour | Premier tour | Second tour | Second tour | Sièges |
| Parti          | Parti                                 | Voix         | %            | Voix        | %           | Sièges |
| -------------- | ------------------------------------- | ------------ | ------------ | ----------- | ----------- | ------ |
|                | Rassemblement pour la République      | 51 124       | 27,87        | 24 764      | 20,87       | 2      |
|                | Union pour la démocratie française    | 42 143       | 22,98        | 52 709      | 44,42       | 2      |
|                | Divers droite dont MDD                | 1 091        | 0,59         |             |             | 0      |
|                | Union pour la France                  | 94 358       | 51,44        | 77 473      | 65,30       | 4      |
|                |                                       |              |              |             |             |        |
|                | Parti socialiste                      | 39 061       | 21,30        | 41 169      | 34,70       | 0      |
|                | Alliance des Français pour le progrès | 39 061       | 21,30        | 41 169      | 34,70       | 0      |
|                |                                       |              |              |             |             |        |
|                | Les Verts                             | 7 204        | 3,93         |             |             | 0      |
|                | Génération écologie                   | 5 541        | 3,02         | 0           |             |        |
|                | Entente des écologistes               | 12 745       | 6,95         |             |             | 0      |
|                |                                       |              |              |             |             |        |
|                | Front national                        | 14 574       | 7,95         |             |             | 0      |
|                | Parti communiste français             | 12 276       | 6,69         | 0           |             |        |
|                | Extrême gauche dont LO, SÉGA et PT    | 5 455        | 2,97         | 0           |             |        |
|                | Le Trèfle - Les nouveaux écologistes  | 4 958        | 2,70         | 0           |             |        |
|                |                                       |              |              |             |             |        |
| Inscrits       | Inscrits                              | 274 866      | 100,00       | 212 530     | 100,00      | 4      |
| Abstentions    | Abstentions                           | 80 894       | 29,43        | 73 906      | 34,77       |        |
| Votants        | Votants                               | 193 972      | 70,57        | 138 624     | 65,23       |        |
| Blancs et nuls | Blancs et nuls                        | 10 545       | 5,44         | 19 982      | 14,41       |        |
| Exprimés       | Exprimés                              | 183 427      | 94,56        | 118 642     | 85,59       |        |

### Résultats par circonscription

#### Première circonscription (Poitiers-Nord)
| Candidat       | Candidat                | Parti          | Premier tour | Premier tour | Second tour | Second tour |  |
| Candidat       | Candidat                | Parti          | Voix         | %            | Voix        | %           |  |
| -------------- | ----------------------- | -------------- | ------------ | ------------ | ----------- | ----------- |  |
|                | Éric Duboc élu          | UDF (PR)       | 18 440       | 40,04        | 25 695      | 54,37       |  |
|                | Jacques Santrot sortant | PS (ADFP)      | 12 734       | 27,65        | 21 561      | 45,63       |  |
|                | Marie Legrand           | Les Verts (EÉ) | 4 141        | 8,99         |             |             |  |
|                | Lucien Forgeot          | FN             | 3 950        | 8,58         |             |             |  |
|                | Jean-Jacques Guérin     | PCF            | 2 052        | 4,46         |             |             |  |
|                | Bertrand Royer          | SÉGA           | 2 020        | 4,39         |             |             |  |
|                | Pierre Moriceau         | LT-LNÉ         | 1 164        | 2,53         |             |             |  |
|                | Jean-Luc Lavrut         | PT             | 1 060        | 2,30         |             |             |  |
|                | Régis Roquetanière      | MDD            | 488          | 1,06         |             |             |  |
|                |                         |                |              |              |             |             |  |
| Inscrits       | Inscrits                | Inscrits       | 69 035       | 100,00       | 69 302      | 100,00      |  |
| Abstentions    | Abstentions             | Abstentions    | 19 878       | 28,79        | 19 145      | 27,63       |  |
| Votants        | Votants                 | Votants        | 49 157       | 71,21        | 50 157      | 72,37       |  |
| Blancs et nuls | Blancs et nuls          | Blancs et nuls | 3 108        | 6,32         | 2 901       | 5,78        |  |
| Exprimés       | Exprimés                | Exprimés       | 46 049       | 93,68        | 47 256      | 94,22       |  |

#### Deuxième circonscription (Poitiers-Sud)
|                       | Jean-Yves Chamard sortant réélu | RPR (UPF)      | 22 257 | 52,72  |  |  |  |
|                       | Alain Claeys                    | PS (ADFP)      | 9 349  | 22,14  |  |  |  |
|                       | Jean-Pierre Souil               | GÉ (EÉ)        | 3 381  | 8,01   |  |  |  |
|                       | Georges La Planeta              | FN             | 2 864  | 6,78   |  |  |  |
|                       | Michel Bodin                    | PCF            | 2 166  | 5,13   |  |  |  |
|                       | Corine Capdeguy                 | LT-LNÉ         | 1 170  | 2,77   |  |  |  |
|                       | Patrice Millet                  | SÉGA           | 1 033  | 2,45   |  |  |  |
|                       |                                 |                |        |        |  |  |  |
| Inscrits              | Inscrits                        | Inscrits       | 64 013 | 100,00 |  |  |  |
| Abstentions           | Abstentions                     | Abstentions    | 19 288 | 30,13  |  |  |  |
| Votants               | Votants                         | Votants        | 44 725 | 69,87  |  |  |  |
| Blancs et nuls        | Blancs et nuls                  | Blancs et nuls | 2 505  | 5,6    |  |  |  |
| Exprimés              | Exprimés                        | Exprimés       | 42 220 | 94,4   |  |  |  |
| Source : Data.gouv.fr |                                 |                |        |        |  |  |  |

#### Troisième circonscription (Montmorillon)
| Candidat       | Candidat                     | Parti          | Premier tour | Premier tour | Second tour | Second tour |  |
| Candidat       | Candidat                     | Parti          | Voix         | %            | Voix        | %           |  |
| -------------- | ---------------------------- | -------------- | ------------ | ------------ | ----------- | ----------- |  |
|                | Arnaud Lepercq sortant réélu | RPR            | 18 573       | 39,36        | 24 764      | 100,00      |  |
|                | Alain Fouché                 | UDF (CDS)      | 9 357        | 19,38        | Retrait     | Retrait     |  |
|                | Philippe Charpentier         | PS (ADFP)      | 7 716        | 16,35        |             |             |  |
|                | Jean-Pierre David            | PCF            | 4 301        | 9,11         |             |             |  |
|                | Noël Pichon                  | FN             | 3 164        | 6,71         |             |             |  |
|                | Jean-René Gouron             | GÉ (EÉ)        | 2 160        | 4,58         |             |             |  |
|                | Éric Benoiton                | LT-LNÉ         | 1 312        | 2,78         |             |             |  |
|                | Gaston Servanty              | Divers droite  | 603          | 1,28         |             |             |  |
|                |                              |                |              |              |             |             |  |
| Inscrits       | Inscrits                     | Inscrits       | 69 400       | 100,00       | 69 399      | 100,00      |  |
| Abstentions    | Abstentions                  | Abstentions    | 18 708       | 26,96        | 32 054      | 46,19       |  |
| Votants        | Votants                      | Votants        | 50 692       | 73,04        | 37 345      | 53,81       |  |
| Blancs et nuls | Blancs et nuls               | Blancs et nuls | 3 506        | 6,92         | 12 581      | 33,69       |  |
| Exprimés       | Exprimés                     | Exprimés       | 47 186       | 93,08        | 24 764      | 66,31       |  |

#### Quatrième circonscription (Châtellerault)
| Candidat                                 | Candidat               | Parti          | Premier tour | Premier tour | Second tour | Second tour |  |
| Candidat                                 | Candidat               | Parti          | Voix         | %            | Voix        | %           |  |
| ---------------------------------------- | ---------------------- | -------------- | ------------ | ------------ | ----------- | ----------- |  |
|                                          | Jean-Pierre Abelin élu | UDF (CDS)      | 14 346       | 29,90        | 27 014      | 57,94       |  |
|                                          | Philippe Rabit         | RPR            | 10 294       | 21,46        | Retrait     | Retrait     |  |
|                                          | Guy Monjalon sortant   | PS (ADFP)      | 9 262        | 19,31        | 19 608      | 42,06       |  |
|                                          | Éric Audebert          | FN             | 4 596        | 9,58         |             |             |  |
|                                          | Paul Fromonteil        | PCF            | 3 757        | 7,83         |             |             |  |
|                                          | Catherine Barril       | Les Verts (EÉ) | 3 063        | 6,38         |             |             |  |
|                                          | Patrice Mochon         | LO             | 1 342        | 2,80         |             |             |  |
|                                          | Renée Rousseau         | LT-LNÉ         | 1 312        | 2,73         |             |             |  |
|                                          |                        |                |              |              |             |             |  |
| Inscrits                                 | Inscrits               | Inscrits       | 72 418       | 100,00       | 73 829      | 100,00      |  |
| Abstentions                              | Abstentions            | Abstentions    | 23 020       | 31,79        | 22 707      | 30,76       |  |
| Votants                                  | Votants                | Votants        | 49 398       | 68,21        | 51 122      | 69,24       |  |
| Blancs et nuls                           | Blancs et nuls         | Blancs et nuls | 1 426        | 2,89         | 4 500       | 8,8         |  |
| Exprimés                                 | Exprimés               | Exprimés       | 47 972       | 97,11        | 46 622      | 91,2        |  |
| Source : Le Monde du 30 mars 1993, p. 44 |                        |                |              |              |             |             |  |